# ويليام هاربر (عالم)
ويليام هاربر (بالإنجليزية: William Edmund Harper)‏ (و. 1878 – 1940 م) هو عالم فلك كندي، ولد في أونتاريو، توفي عن عمر يناهز 62 عاماً.
.

## التعليم
تعلم في جامعة تورنتو.